# Prionodera
Prionodera is een geslacht van kevers uit de familie bladkevers (Chrysomelidae).
De wetenschappelijke naam van het geslacht werd in 1837 gepubliceerd door Louis Alexandre Auguste Chevrolat.

## Soorten
- Prionodera adiastola Flowers, 2004
- Prionodera arimanes Flowers, 2004
- Prionodera dichroma Flowers, 2004
- Prionodera esmeralda Flowers, 2004
- Prionodera furcada Flowers, 2004
- Prionodera gaiophanes Flowers, 2004
- Prionodera nila Flowers, 2004